# Brian Battistone
Brian Battistone (Santa Bárbara (Califórnia), 10 de Agosto de 1979) é um tenista profissional estadunidense.
Ele é conhecido no circuito por adaptar o famoso saque "viagem ao fundo do mar", muito utilizado no vôlei, ao tênis. Com isso, seu saque alcança os 220 km/h. Além disso, ele utiliza uma raquete de tênis com dois cabos, bastante favorável para o voleio. Em formato de Y, ela permite aos jogadores usarem uma ou duas mãos para forehands, backhands e voleios.
Brian e o irmão (o também tenista Dann Battistone) são donos da patente da raquete, chamada por eles de "The Natural".
| “ | "Você pode fazer qualquer coisa que você normalmente faz com uma raquete convencional, mas você tem mais alcance, melhor controle com uma mão atrás invés de acima da outra mão e ela possibilita uma variedade de golpes ao nosso repertório. Somados a forma e a potência... e passando por toda a lista de atributos nós sentimos que até mesmo existe uma vantagem ergonômica em cada golpe. Não percebemos nada que se perde." | ” |

## Finais Torneios Challenger

### Duplas: 11 (4v-7d)
| Legend (pre/post 2009)                            |
| ATP Challenger Series / ATP Challenger Tour (4-7) |

| No. | Resultado    | Data                   | Torneio                     | Superfície/Piso | Parceiro           | Adversários                     | Placar              |
| 1.  | Campeão      | 12 de Outubro de 2008  | Sacramento                  | Duro            | Dann Battistone    | John Isner Rajeev Ram           | 1:6, 6:3, [10:4]    |
| 2.  | Campeão      | 21 de Novembro de 2009 | Champaign                   | Duro (i)        | Dann Battistone    | Treat Conrad Huey Harsh Mankad  | 7:5, 7:65           |
| 3.  | Vice-Campeão | 04 de Abril de 2010    | Open Prévadiès Saint–Brieuc | Saibro          | Ryler DeHeart      | Uladzimir Ignatik David Marrero | 4–6, 6–4, [10–5]    |
| 4.  | Campeão      | 15 de Maio de 2010     | Sarasota                    | Saibro          | Ryler DeHeart      | Gero Kretschmer Alex Satschko   | 5:7, 7:64, [10:8]   |
| 5.  | Campeão      | 30 de Maio 2010        | Carson                      | Duro            | Nicholas Monroe    | Artem Sitak Leonardo Tavares    | 5:7, 6:3, [10:4]    |
| 6.  | Vice-Campeão | 07 de Agosto de 2010   | Challenger de Segovia       | Saibro          | Harsh Mankad       | Thiago Alves Franco Ferreiro    | 2–6, 7-5, [8–10]    |
| 7.  | Vice-Campeão | 11 de Setembro de 2010 | AON Open Challenger         | Saibro          | Andreas Siljeström | Andre Begemann Martin Emmrich   | 6–1, (3)6–7, [7–10] |